# Sundarapandianpattinam
Sundarapandianpattinam es una ciudad censal situada en el distrito de Ramanathapuram en el estado de Tamil Nadu (India). Su población es de 4007 habitantes (2011). Se encuentra en la costa del océano Índico, en el golfo de Mannar, a 66 km de Ramanathapuram y a 117 km de Thanjavur.

## Demografía
Según el censo de 2011 la población de Sundarapandianpattinam era de 4007 habitantes, de los cuales 2003 eran hombres y 2004 eran mujeres. Sundarapandianpattinam tiene una tasa media de alfabetización del 89,87%, superior a la media estatal del 80,09%: la alfabetización masculina es del 97,14%, y la alfabetización femenina del 82,65%.